# NGC 7837
NGC 7837 је спирална галаксија у сазвежђу Рибе која се налази на NGC листи објеката дубоког неба.
Деклинација објекта је + 8° 21' 7" а ректасцензија 0h 6m 51,4s. Привидна величина (магнитуда) објекта NGC 7837 износи 15,8 а фотографска магнитуда 16,7. NGC 7837 је још познат и под ознакама MCG 1-1-35, CGCG 408-34, ARP 246, NPM1G +08.0004, IRAS 00042+0804, PGC 516.